# Larches
Larches – dzielnica miasta Preston, w Anglii, w Lancashire, w dystrykcie Preston. W 2011 roku dzielnica liczyła 7500 mieszkańców.